# Rio Hăpria
O Rio Hăpria é um rio da Romênia, afluente do Mureş, localizado no distrito de Alba.